# Challenger de Itajaí 2014
El Taroii Open de Tennis 2014 fue un torneo de tenis profesional jugado en canchas de tierra batida. Se disputó la segunda edición del torneo que formó parte del circuito ATP Challenger Tour 2014. Se llevó a cabo en Itajaí, Brasil entre el 7 y el 13 de abril de 2014.

## Jugadores participantes del cuadro de individuales
| Favorito | País                 | Jugador           | Rank1 | Posición en el torneo |
| -------- | -------------------- | ----------------- | ----- | --------------------- |
| 1        | Bandera de Eslovenia | Blaž Rola         | 1118  | Primera ronda         |
| 2        | Bandera de Argentina | Facundo Argüello  | 108   | CAMPEÓN               |
| 3        | Bandera de Argentina | Guido Pella       | 126   | Segunda ronda         |
| 4        | Bandera de Argentina | Horacio Zeballos  | 127   | Segunda ronda         |
| 5        | Bandera de Argentina | Diego Schwartzman | 128   | FINAL                 |
| 6        | Bandera de Argentina | Guido Andreozzi   | 139   | Cuartos de final      |
| 7        | Bandera de Brasil    | João Souza        | 140   | Semifinales           |
| 8        | Bandera de Argentina | Máximo González   | 159   | Primera ronda         |

| Posición en el torneo   |
| ----------------------- |
| Primera y segunda ronda |
| Cuartos de final        |
| Semifinales             |
| FINAL                   |
| CAMPEÓN                 |

- 1 Se ha tomado en cuenta el ranking del día 31 de marzo de 2014.

### Otros participantes
Los siguientes jugadores recibieron una invitación (wild card), por lo tanto ingresan directamente al cuadro principal (WC):
- Tiago Fernandes
- João Souza
- Joáo Walendowsky
- Eduardo Russi

Los siguientes jugadores ingresan al cuadro principal tras disputar el cuadro clasificatorio (Q):
- Fabricio Neis
- Thales Turini
- Eduardo Schwank
- Bruno Sant'anna

## Jugadores participantes en el cuadro de dobles

### Cabezas de serie
| Favorito | País                 | Jugador           | País                 | Jugador          | Rank1 | Posición en el torneo |
| -------- | -------------------- | ----------------- | -------------------- | ---------------- | ----- | --------------------- |
| 1        | Bandera de Brasil    | André Sa          | Bandera de Brasil    | João Souza       | 250   | FINAL                 |
| 2        | Bandera de Argentina | Máximo González   | Bandera de Argentina | Eduardo Schwank  | 263   | CAMPEONES             |
| 3        | Bandera de Argentina | Diego Schwartzman | Bandera de Argentina | Horacio Zeballos | 340   | Primera ronda         |
| 4        | Bandera de Argentina | Guillermo Durán   | Bandera de Argentina | Renzo Olivo      | 364   | Semifinales           |

- 1 Se ha tomado en cuenta el ranking del día 31 de marzo de 2014.

## Campeones

### Individual Masculino
- Facundo Argüello derrotó en la final a  Diego Schwartzman, 4–6, 6–0, 6–4

### Dobles Masculino
- Máximo González /  Eduardo Schwank derrotaron en la final a  André Sá /  João Souza, 6–2, 6–3